# Patrol Baru
Patrol Baru is een bestuurslaag in het regentschap Indramayu van de provincie West-Java, Indonesië. Patrol Baru telt 4458 inwoners (volkstelling 2010).